# 七郷村 (滋賀県)
七郷村（ななさとむら）は、滋賀県伊香郡にあった村。現在の長浜市の北東部、高月地区の北部、北陸本線・高月駅の北西、木ノ本駅の南西にあたる。

## 地理
- 山岳：湧出山
- 河川：余呉川

## 歴史
- 1889年（明治22年）4月1日 - 町村制の施行により、磯野村・西物部村・東物部村・横山村・東高田村・布施村・唐川村の区域をもって発足。
- 1955年（昭和30年）3月31日 - 高月町に編入。同日七郷村廃止。

## 交通

### 道路
現在は旧村域を北陸自動車道が通過するが、当時は未開通。